# کنترل اسلحه

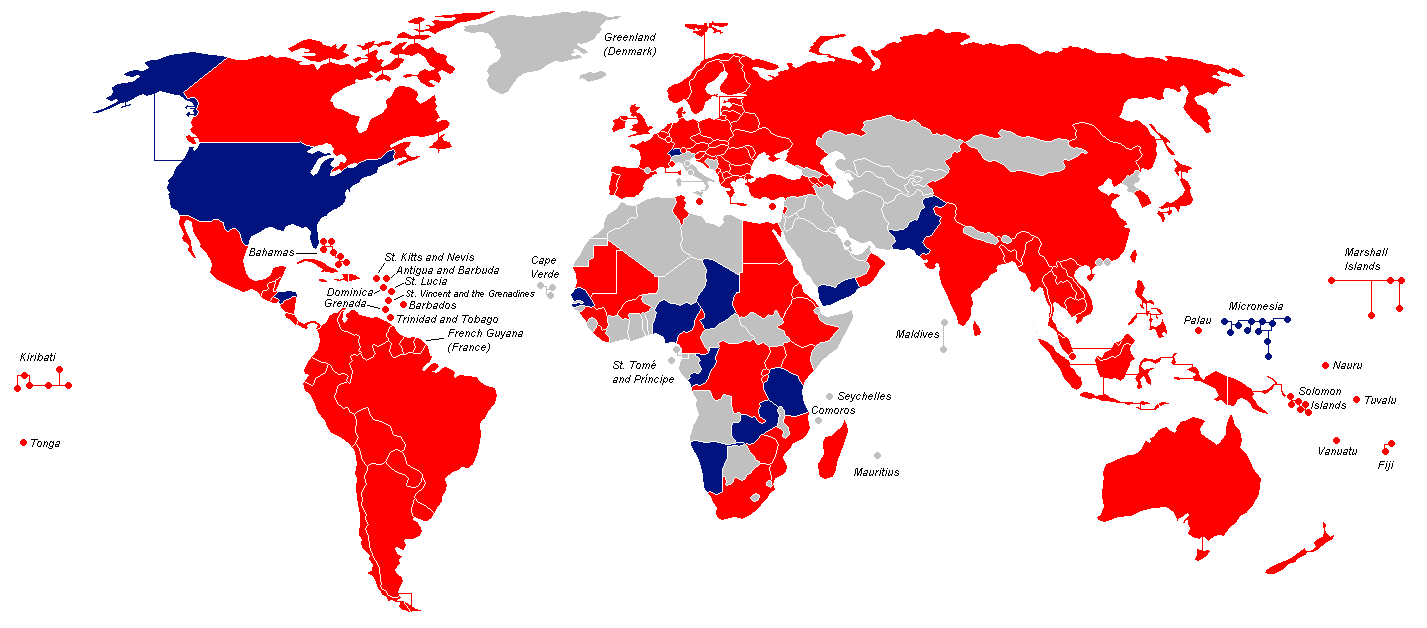
نقشه آزادی اسلحه در جهان در آوریل ۲۰۲۲

کنترل اسلحه (انگلیسی: Gun control) (یا تنظیم مهمات) مجموعه قوانین یا سیاست‌هایی است که تولید، فروش، انتقال، مالکیت، اصلاح یا استفاده از مهمات به وسیلهٔ غیرنظامیان را تنظیم می‌کند.
بیشتر کشورها در خصوص مهمات سیاستی محدودکننده دارند، و تنها کشورهای معدودی اجازهٔ آن را می‌دهند. حوزه‌های قضایی که دسترسی به مهمات را تنظیم می‌کنند نوعاً تنها انواع معینی از مهمات را اجازه می‌دهند و گروه‌هایی از مردم که که می‌توانند مجوز مهمات را بگیرند و به آن دسترسی داشته باشند را محدود می‌کنند.